# Automeris macareis
Automeris macareis är en fjärilsart som beskrevs av William Schaus 1892. Automeris macareis ingår i släktet Automeris och familjen påfågelsspinnare. Inga underarter finns listade i Catalogue of Life.